# Veias braquiais
As veias braquiais são veias do membro superior.